# اکالیپتوس معطر
اکالیپتوس معطر (نام علمی: Eucalyptus odorata) نام یک گونه از سرده اوکالیپتوس است.